# Payday: The Heist
Payday: The Heist (Skrivet som PAYDAY: THE HEIST) är ett dator- och tv-spel, släppt 2011 av Sony Online Entertainment och utvecklat av Overkill Software.
Spelet är i ett FPS-läge, och det följer karaktärens gång som bankrånare. Spelet är släppt till PC och Playstation 3. 2013 släpptes en uppföljare, Payday 2.